# Xã Pointe Aux Barques, Michigan
Xã Pointe Aux Barques (tiếng Anh: Pointe Aux Barques Township) là một xã thuộc quận Huron, tiểu bang Michigan, Hoa Kỳ. Năm 2010, dân số của xã này là 10 người.